# Tyseley Car
Die Tyseley Car Co. war ein britischer Automobilhersteller, der zwischen 1912 und 1914 in Tyseley bei Birmingham ansässig war. Dort wurde ein Kleinwagen hergestellt.
Der 8 hp war das einzige Modell und sah wie ein verkleinerter Ford Modell T aus. Er wurde von einem wassergekühlten Zweizylinder-Reihenmotor aus eigener Produktion mit 1,1 l Hubraum angetrieben.
Nur im Bereich um Birmingham wurde die Marke bekannt. Der Erste Weltkrieg machte ihr den Garaus.

## Modelle
| Modell | Bauzeitraum | Zylinder | Hubraum  | Radstand |
| ------ | ----------- | -------- | -------- | -------- |
| 8 hp   | 1912–1914   | 2 Reihe  | 1104 cm³ |          |

## Quelle
- David Culshaw & Peter Horrobin: The Complete Catalogue of British Cars 1895–1975. Veloce Publishing plc. Dorchester (1999). ISBN 1-874105-93-6.